# Antoculeora wukongensis
Antoculeora wukongensis är en fjärilsart som beskrevs av Chou och Lu 1974. Antoculeora wukongensis ingår i släktet Antoculeora och familjen nattflyn. Inga underarter finns listade i Catalogue of Life.